# Архиепархия Сент-Эндрюса и Эдинбурга
Архиепархия Сент-Эндрюса и Эдинбурга (лат. Archidioecesis Sancti Andreae et Edimburgensis) — архиепархия Римско-Католической церкви с центром в городе Эдинбург (Великобритания). Архиепархия распространяет свою юрисдикцию на шотландские округа Скоттиш-Бордерс, Ист-Лотиан, Мидлотиан, Уэст-Лотиан, Фолкерк, а также части округов Стерлинг, Ист-Данбартоншир и Файф. В митрополию Сент-Эндрюса и Эдинбурга входят епархии Абердина, Аргайла и Островов, Данкельда, Галлоуэя. Кафедральным собором архиепархии Сент-Эндрюса и Эдинбурга является собор Святой Марии в городе Эдинбург.

## История

Герб архиепархии Сент-Эндрюса и Эдинбурга

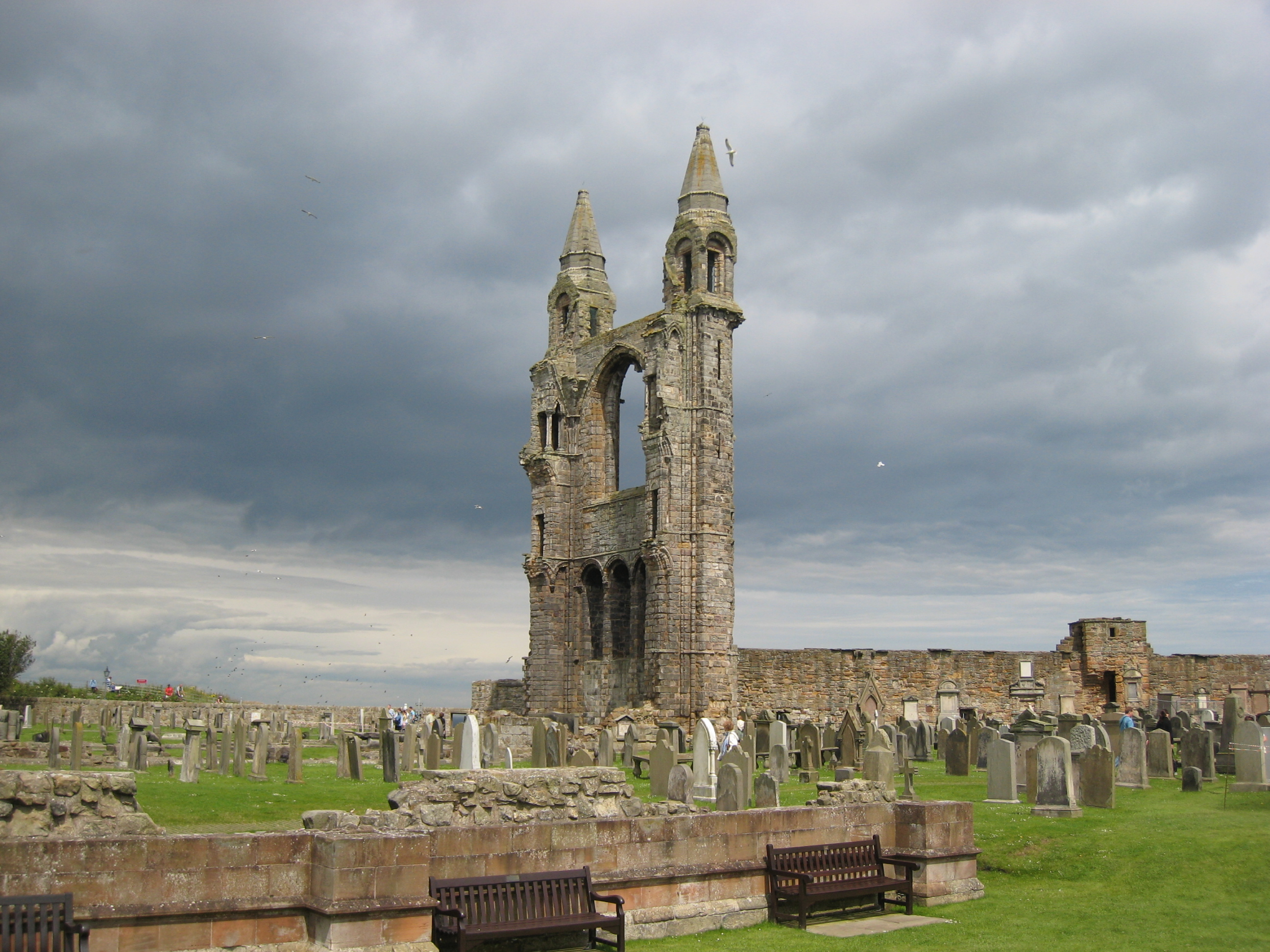
Руины собора святого Андрея

В середине VIII века во время правления короля пиктов Энгуса I в Эдинбурге был основан католический монастырь, который вскоре стал резиденцией аббата-епископом и одним из главных центров миссионерской деятельности Католической церкви среди пиктов. Первым епископом Эдинбурга был Фотад.
В 1300 году епархия Эдинбурга включала в себя 232 церквей, разделённых на два архидеканатов и восемь деканатов.
17 августа 1472 года Римский папа Сикст IV издал буллу «Triumphans Pastor Aeternus», которой возвёл епархию Эдинбурга в ранг митрополии.
Последний католический архиепископ Эдинбурга умер в 1571 году. Его сменил Джон Дуглас, который прервал общение со Святым Престолом и основал преемственность епископов шотландской епископальной церкви. В 1688 году архиепархия Эдинбурга была упразднена.
13 октября 1653 года Римский папа Иннокентий X учредил апостольскую префектуру Шотландии, которая 16 марта 1694 года была преобразована в апостольский викариат. 23 июля 1727 года из апостольского викариата Шотландии был выделен апостольский викариат Равнинных районов.
13 февраля 1827 года Римский папа Лев XII издал бреве «Quanta laetitia», которым передал часть территории апостольского викариата Шотландии новому апостольскому викариату Западного района.
4 марта 1878 года Римский папа Лев XIII издал буллу «Ex supremo Apostolatus», которой преобразовал апостольский викариат Шотландии в архиепархию Сент-Эндрюса и Эдинбурга

## Ординарии архиепархии

### До реформации
| - епископ Fothad I; - епископ Cellach I; - епископ Máel Ísu I; - епископ Cellach II; - епископ Máel Muire; - епископ Máel Ísu II; - епископ Ailín; - епископ Máel Dúin; - епископ Túathal; - епископ Fothad II; - епископ Gregory (Giric); - епископ Cathróe; - епископ Turgot (1109 — 31.03.1115); - епископ Eadmer (1117 или 1120); - епископ Роберт (1122—1159); - епископ Эрнальд (1160 — сентябрь 1162); - епископ Richard the Chaplain (1163 — 5.05.1175); - епископ Hugh (1178 — 4.08.1188); - епископ Roger de Beaumont (1189 — 7.07.1202); - епископ William de Malvoisin O.F.M.(1202—1238); - епископ David de Bernham † (1239 — май 1253); | - епископ Abel de Gullane (20.02.1254 — 1254); - епископ Gamelin (1.07.1255 — 1271); - епископ William Wishart (15.05.1273 — 28.05.1279); - епископ William Fraser (21.05.1280 — 20.08.1297); - епископ William de Lamberton (17.06.1298 — 1328); - епископ James Bane (1.08.1328 — 22.09.1332); - Sede vacante (1332—1342); - епископ William de Landallis (18.02.1342 — 15.10.1385); - епископ Walter Trail (29.11.1385 — 1401); - епископ Henry Wardlaw (10.09.1403 — 9.09.1440); - епископ James Kennedy (28.05.1440 — 10.05.1465); - архиепископ Patrick Graham (15.12.1465 — 1476); - архиепископ William Scheves (13.09.1476 — 28.01.1497); - архиепископ James Stewart (20.09.1497 — 1503); - архиепископ Alexander Stewart (10.05.1504 — 9.09.1513); - Innocenzo Cybo (13.10.1513 — 1514) — апостольский администратор; - архиепископ Andrew Forman (13.11.1514 — 1522); - архиепископ Джеймс Битон (10.10.1522 — 1539); - Дэвид Битон (1539 — 29.05.1546) — апостольский администратор; - архиепископ Джон Гамильтон (28.11.1547 — апрель 1571). |  |

### После реформации
- епископ William Ballantine (13.0.1653 — 2.09.1661);
- епископ Alexander Winchester (12.07.1662 — июль 1693);
- епископ Thomas Nicolson (7.09.1694 — 12.10.1718);
- епископ James Gordon (12.10.1718 — 18.02.1746);
- епископ Alexander Smith (18.02.1746 — 21.08.1767);
- епископ James Grant (21.08.1767 — 3.12.1778);
- епископ George Hay (3.12.1778 — 24.08.1805);
- епископ Alexander Cameron (24.08.1805 — 20.08.1825);
- епископ Alexander Paterson (20.08.1825 — 30.10.1831);
- епископ Andrew Carruthers (28.09.1832 — 24.05.1852);
- епископ James Gillies (24.05.1852 — 24.02.1864);
- архиепископ John Menzies Strain (2.09.1864 — 2.07.1883);
- архиепископ William Smith (2.10.1885 — 16.03.1892);
- архиепископ Angus McDonald (15.07.1892 — 29.04.1900);
- архиепископ James August Smith (30.08.1900 — 25.11.1928);
- архиепископ Andrew Thomas (Joseph) McDonald (19.07.1929 — 22.05.1950);
- кардинал Гордон Джозеф Грей (20.06.1951 — 30.05.1985);
- кардинал Кит Майкл Патрик О’Брайен (30.05.1985 — 25.02.2013);
- архиепископ Лео Кёшли (24.07.2013 — по настоящее время).

## Источник
- Annuario Pontificio, Libreria Editrice Vaticana, Città del Vaticano, 2003, ISBN 88-209-7422-3
- Бреве Quanta laetitia Архивная копия от 2 апреля 2015 на Wayback Machine, Bullarium pontificium Sacrae congregationis de propaganda fide, tomo V, Romae 1841, стр. 22
- Бреве Quanta laetitia Архивная копия от 10 марта 2013 на Wayback Machine  (итал.)
- Bolla Ex supremo Apostolatus Архивная копия от 14 июня 2010 на Wayback Machine, AAS 11 (1878), стр. 5
- Pius Bonifacius Gams, Series episcoporum Ecclesiae Catholicae Архивная копия от 26 июня 2015 на Wayback Machine, Leipzig 1931, стр. 236  (лат.)
- Konrad Eubel, Hierarchia Catholica Medii Aevi, vol. 1 Архивная копия от 9 июля 2019 на Wayback Machine, стр. 88-89; vol. 2 Архивная копия от 4 октября 2018 на Wayback Machine, стр. 88; vol. 3 Архивная копия от 21 марта 2019 на Wayback Machine, стр. 108  (лат.)
- Robert Keith, An Historical Catalogue of the Scottish Bishops, down to the Year 1688 Архивная копия от 3 апреля 2015 на Wayback Machine, Edinburgh 1824, стр. 3-39
- John Dowden, The bishops of Scotland: being notes on the lives of all the bishops, under each of the sees, prior to the reformation, Glasgow 1912, стр. 1-46